# Roger Waters

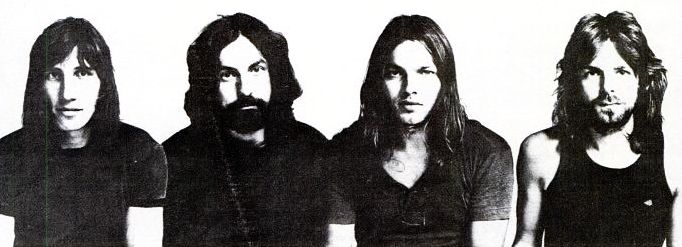
Pink Floyd in 1971, v.l.n.r. Roger Waters, Nick Mason, David Gilmour en Richard Wright

George Roger Waters (Great Bookham bij Leatherhead (Surrey), 6 september 1943) is een Britse rockmusicus en singer-songwriter. Waters werd bekend als de oprichter, basgitarist, co-leadzanger en conceptuele leider van Pink Floyd, maar sinds midden jaren 80 speelt hij solo.

## Jeugd
Waters werd in 1943 geboren als zoon van Mary (geboren Whyte; 1913–2009) en Eric Fletcher Waters (1914–1944), vijf maanden voordat zijn vader als tweede luitenant sneuvelde bij de geallieerde Landing bij Anzio in Italië. Eric Fletcher Waters was oorspronkelijk leraar, en was communist en pacifist. Het verlies van zijn vader had een grote invloed op Waters' leven en veel van zijn teksten zijn anti-militaristisch getint. Het album The Final Cut is opgedragen aan zijn vader. Het gemis van zijn vader komt tot uitdrukking in Another Brick in the Wall:

Daddy's flown across the ocean
Leaving just a memory
A snapshot in the family album
Daddy, what else did you leave for me?
Daddy, what d'ya leave behind for me?
—  Another Brick In The Wall (Part I) - Pink Floyd

## Pink Floyd
Waters was in 1964 samen met Syd Barrett oprichter van Pink Floyd, de groep die door velen wordt beschouwd als een van de succesvolste psychedelische rockbands ooit. Onder aanvoering van Barrett maakte Pink Floyd na twee singles (Arnold Layne over een travestiet en See Emily Play) in 1967 een succesvol debuutalbum, The Piper at the Gates of Dawn. Barretts drugsgebruik leidde ertoe dat de gitarist/songschrijver uiteindelijk niet meer in groepsverband te handhaven was. Zijn plaats werd ingenomen door David Gilmour. Barrett sleet zijn verdere dagen cactussen kwekend, schilderend en televisiekijkend. Barrett overleed op 7 juli 2006. Het nummer Shine on You Crazy Diamond, van het album Wish You Were Here (1975) is aan hem opgedragen.
Met A Saucerful of Secrets (1968) werd duidelijk dat Waters de drijvende kracht achter Pink Floyd was geworden en het creatieve proces domineerde. In de periode van 1968 tot 1973 bracht de band met veel energie en creativiteit een aantal albums uit. Naast Waters hadden ook Rick Wright en Gilmour een duidelijke inbreng in de ontwikkeling van de groep. In 1969 werd het dubbelalbum Ummagumma uitgebracht, met live-opnamen op de ene plaat en studio-bijdragen van de vier bandleden afzonderlijk op de andere. Het album werd vooral in underground-kringen geroemd. Het live-gedeelte werd later in Pompeï op film geregistreerd, het decor van de door lava verwoeste stad paste wonderwel bij de muziek van het viertal.
Kort daarna werd Atom Heart Mother (1970) uitgebracht, waarbij Pink Floyd samenwerkte met het London Philharmonic Orchestra. Daarna volgde Meddle (1971), waarbij vooral het lange Echoes opviel door de glasachtige zang van Gilmour en Wright. Gilmour experimenteerde onder andere door het imiteren van albatrossen op zijn gitaar. Waters nam steeds meer het schrijven van de teksten voor zijn rekening. Pink Floyd had in die dagen al de status van absolute supergroep, die met een voor die tijd opzienbarende lichtshow de hele wereld rondreisde.
Na het album Obscured by Clouds, geschreven voor de film La Vallée, verscheen in 1973 Dark Side of the Moon. De invloed van Waters is duidelijk waarneembaar: zowel het concept als alle teksten zijn van zijn hand. De band sloeg met dit album muzikaal ook een andere richting in, van lange, ingewikkelde, etherische stukken tot pakkende, korte songs met een sombere, onheilspellende ondertoon en magisch-realistische teksten. Die combinatie maakte het album onmiddellijk tot een sensatie: het is nog altijd het best verkochte Pink Floyd-album, en tevens een van de best verkochte rockalbums aller tijden. In de VS staat Dark Side of the Moon bijna onafgebroken veertien jaar in de albumcharts. De klassieker Money werd een van de grootste hits.
Na het succes van Dark Side of the Moon volgde een rustpauze die twee jaar duurde, waarna Wish You Were Here werd uitgebracht. De plaat was in de voorverkoop al goud. De muzikale koers leek verlegd te zijn naar langere stukken met een symfonisch karakter. Waters zingt Shine on You Crazy Diamond. Dat ging hem echter niet gemakkelijk af, kritisch als hij is komt hij iedere dag naar de studio om een regel in te zingen.
Vervolgens bracht de band in 1977 Animals  uit, mogelijk geïnspireerd door George Orwells Animal Farm. De sfeer is rauw en donker. Het cultuurpessimisme viert hoogtij, en het geeft met een gezonde artistieke knipoog een scherpe kritiek op de kapitalistische samenleving. Het meeste materiaal stamt uit de periode net na Wish You Were Here. De meningen over dit album verschillen, maar Bob Dylan liet zich ooit ontvallen dat hij Dogs een geweldig nummer vond. Hoewel de plaat goed verkocht, kon het zich - commercieel gezien - niet meten met zijn voorgangers.
Intussen waren Wright en Gilmour bezig met soloprojecten, en was Waters degene die het best zijn ei in het Pink Floyd-concept kwijt kon. Dat bleek in 1979 bij het verschijnen van The Wall. Waters was bijna geheel verantwoordelijk voor dit werk, met uitzondering van Gilmours Comfortably Numb. De laatste zou later fijntjes zeggen dat Waters weliswaar het meeste schreef, maar dat het mooiste nummer van hem was. Waters liet de band kiezen uit The Wall en de demo die later The Pros and Cons of Hitch Hiking zou worden. De overige bandleden vonden Pros and Cons te persoonlijk en kozen voor The Wall. Zowel het album als de single Another Brick in the Wall sloegen enorm aan, ook in Zuid-Afrika, waar het toenmalige apartheidsregime de muziek als "subversief" verbood. Op The Wall zijn korte, relatief simpele songs te vinden met een grote zeggingskracht. De rode draad is eenzaamheid, als gevolg van 'the wall', waaraan velen hun steentje bijdragen.
Nagenoeg onaangekondigd kwam in 1983 het laatste Pink Floyd-album onder Waters uit, met de profetische titel The Final Cut. Een benaming die ook voor andere interpretaties vatbaar is. Waters voerde de totale regie, met uitzondering van Not Now John, waarin ook Gilmour een aandeel had.
Het is het minst succesvolle album van Pink Floyd. Duidelijk is hoorbaar dat de groep geen eenheid meer was, en de zwaarmoedige autobiografische bespiegelingen van Waters waren menigeen te veel. Rick Wright deed niet meer mee, hij was een paar jaar daarvoor ontslagen.

## Solo
In 1984 bracht Waters zijn eerste soloplaat uit, The Pros and Cons of Hitch Hiking, een plaat die destijds deels gelijktijdig met The Wall door hem was geschreven. De plaat ging onder andere over communicatieproblemen, een geliefkoosd onderwerp van Waters. Tekenend voor de plaat zijn de vele geluidseffecten en de lange, stevige gitaarsolo's van Eric Clapton.
Waters ondervond dat hij bij lange na niet zo bekend was als zijn voormalige band. Hij trad op in halfvolle zalen en het album zelf werd een matig succes. Hoewel het solowerk van Waters conceptueel goed in elkaar stak, miste het de verzachtende inbreng van Gilmour, vooral vocaal. De laatste weigerde destijds om, na The Final Cut, weer als sessiemuzikant mee te werken bij de uitvoering van The Pros and Cons. Het betekende het definitieve einde van de samenwerking tussen Waters en de rest van de band, en het begin van een langdurige controverse.
In 1986 werd Waters gevraagd om een paar nummers te schrijven voor When the Wind blows, een tekenfilm over een braaf Engels stel in de setting van een nucleaire ramp. Ook van Genesis zijn nummers op deze cd terug te vinden, terwijl de titelsong afkomstig is van David Bowie.
Er brak een periode aan van rechtszaken met als inzet het recht de naam Pink Floyd te gebruiken. Waters claimde het artistieke brein van de groep te zijn, maar Nick Mason en met name David Gilmour voerden aan dat zij ook gezichtsbepalend waren. De rechter stelde Waters in het ongelijk, maar kende hem een aandeel in de toekomstige royalty's toe. Dit voorrecht was al eerder Syd Barrett toegevallen, zij het dan zonder rechtszaak.
De groep profiteerde intussen van de sterke merknaam en Waters moest lijdzaam toezien hoe zijn oud-collega's volle stadions trokken. Pink Floyd, met frontman David Gilmour, baarde opzien met gigantische, wereldwijde shows ter promotie van A Momentary Lapse of Reason. Hoogtepunt was een show in Venetië die bijvoorbeeld in Nederland 'live' werd uitgezonden.
Ongeveer gelijktijdig verscheen Radio KAOS in 1987. Een plaat die weinig indruk achterliet. Het was alsof de inspiratie hem in de steek had gelaten: de hoogstandjes uit de Pink Floyd-periode leken voorbij. Thema’s zijn onder andere de overvloed aan informatie die we over ons heen krijgen en profetische angsten voor wederom een kernoorlog. Maar zelfs Waters eindigde optimistisch met het slotnummer The Tide is turning. De tijdens de tournee gebruikte affichering "Which one's Pink? " maakte weinig indruk op het matig opgekomen publiek.
In 1989 viel de Berlijnse Muur en Waters organiseerde in 1990 een "live” mega-show met The Wall als thema in Berlijn, met een all-star cast. Kosten (door Waters zelf betaald) noch moeite werden gespaard, maar dat verhinderde niet de technische problemen. Miljoenen kijkers waren getuige van een rommelige opvoering en de geluidsweergave was soms erbarmelijk. Waters ging zelfs biddend naar de grond, alsof hij zo nog erger wilde voorkomen. Later kwam Waters overigens wel uit de kosten dankzij de opbrengsten van de verfilming, getiteld: The Wall: Live in Berlin.
In 1992 kwam hij terug met het sterke Amused to Death, zijn magnum opus. Hoge noten halen kan hij nauwelijks meer, maar zijn “praatzingen” herbergt vele nuances en accentueert de veelal ingetogen songs. Waters leek weinig moeite te hebben met het vinden van waardige vervangers voor Gilmour. Na Eric Clapton was het nu Jeff Beck die de sologitaar bespeelde, op de voor hem kenmerkende wijze. Verder maakte Waters veelvoudig gebruik van de vocale kwaliteiten van Katie Kissoon en P.P. Arnold.
Opvallend op dit album zijn vooral de teksten. Waters vestigde hier voorgoed zijn reputatie als woordkunstenaar. Soms diep droevig en wanhopig, dan weer sardonisch, maar altijd gevat. Thema’s zijn de waanzin van de oorlog en de “vooruitgang” van de mens. Hij laakte het zich verschuilen van de mens achter God en religie, terwijl iedereen open stond voor de nieuwe religie: consumentisme. De plaat werd goed ontvangen door zowel critici als publiek. In hifi-kringen zou de geluidskwaliteit lange tijd een standaard blijven.
Na een lange stilte besloot Waters weer op te treden. Een opmerkelijke stap, omdat hij tijdens zijn Pink Floyd-periode een stevige weerzin voor tournees opgebouwd had. Een thema dat ook in The Wall naar voren komt. Hij was minzaam geworden en leek in weinig meer op de cynische Pink Floyd-voorman, maar zijn autoriteit was hij niet kwijt geraakt. Hij genoot duidelijk van het contact met het publiek.

## The In the Flesh Tour
Aan het eind van de twintigste eeuw trof Waters vanaf Barbados voorbereidingen voor een wereldtournee in het gezelschap van onder meer Andy Fairweather-Low, Snowy White en Katie Kissoon. De tour, genaamd In the Flesh, startte op 2 juni 1999 in Tampa (Florida) en voerde in 2002 ook naar België en Nederland.
Met uitzondering van de bisnummers Each Small Candle (2000-2001) en Flickering Flame (2002) was er geen nieuw materiaal, maar dat leek het publiek weinig te deren. Waters kende nu ook de weelde van uitverkochte zalen en stadions. De songs, een mengeling van Pink Floyd-werk en eigen repertoire werden met groot enthousiasme en vakmanschap uitgevoerd. Ze hebben nog niets aan zeggingskracht verloren. Dat geldt tevens voor de live-cd In the Flesh, getuige de goede verkoopcijfers.
In 2001 werd ook Flickering Flame uitgebracht, een compilatie met onder meer Knockin' on Heaven's Door, een cover van Bob Dylan, maar met slechts twee nieuwe songs.

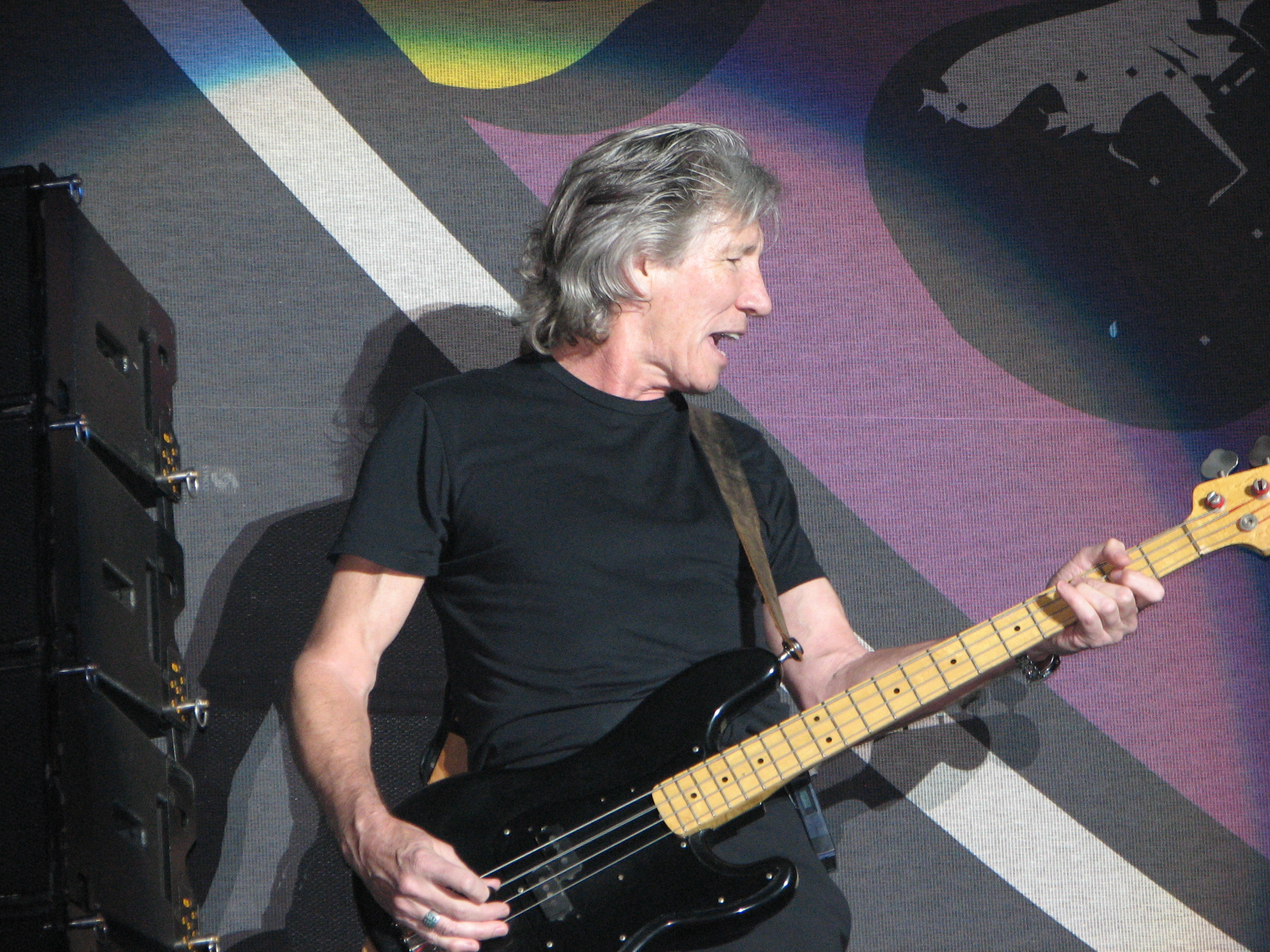
Roger Waters tijdens Arrow Rock Festival in 2006

## Live 8 - Tour 2006

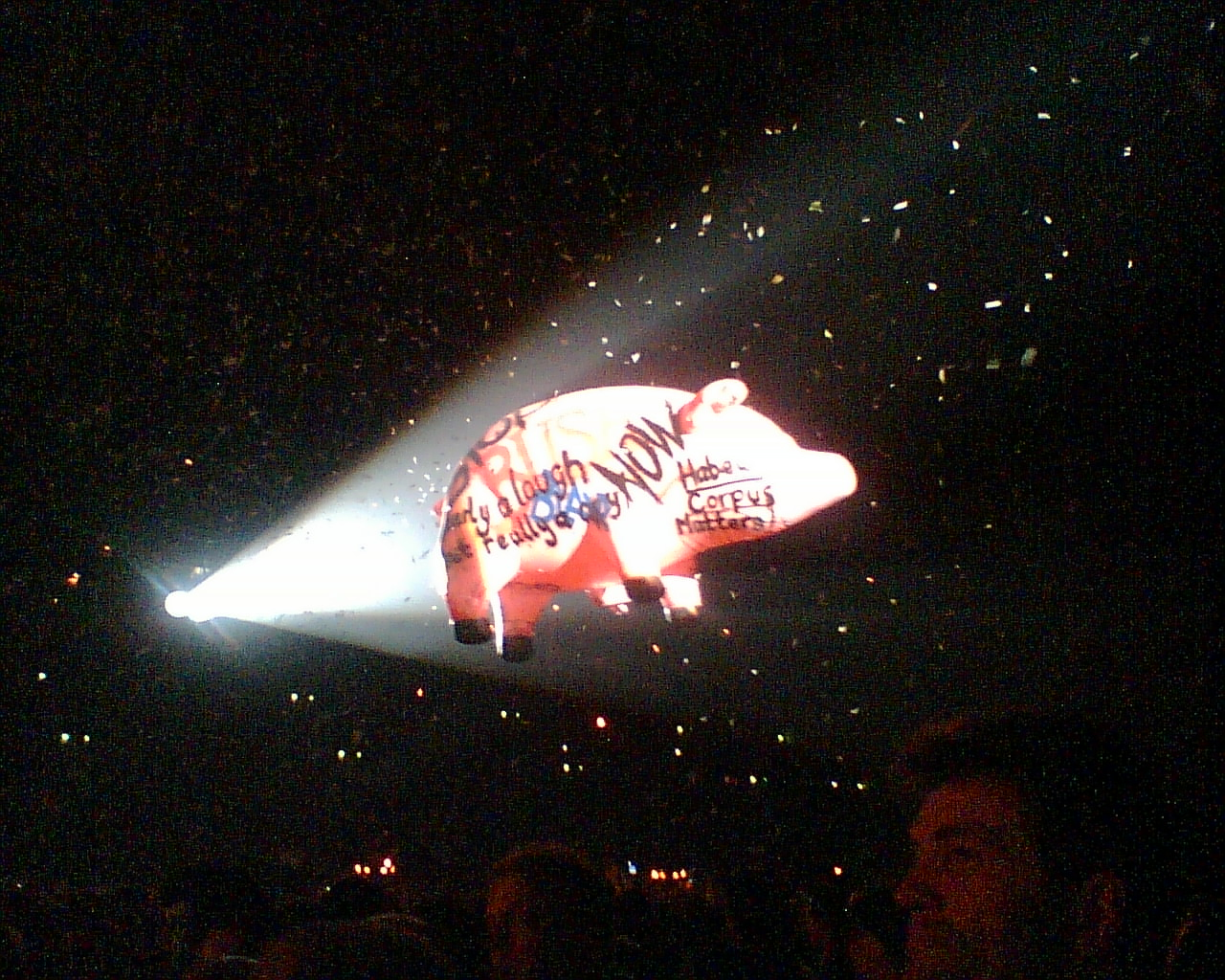
Pigs in Arnhem, NL

Ondanks de ruzies uit het verleden wist Bob Geldof 2 juli 2005 de bandleden weer bij elkaar te brengen, waarbij David Gilmour  moeite had om zijn weerstand te overwinnen. Waters en Gilmour moesten beiden erkennen dat hun onderlinge meningsverschillen niets zijn vergeleken met de problemen die de derde wereld kent. Het optreden werd een groot succes. De platenverkoop van Echoes, the best of Pink Floyd, een verzamelalbum uit 2001, steeg daarna flink.
Waters gaf daarna te kennen in te zijn voor een tournee met zijn oude bandleden, maar ondanks de fabelachtige bedragen die de ronde deden, hield Gilmour de boot vooralsnog af. Hij had het ook te druk met solowerk.
In 2006 toerde Waters met een 360° quadrafonisch geluidssysteem door de VS en Europa, waarbij de band in de 2de helft het complete album Dark side of the moon speelde. Het bracht deze bijzondere plaat weer terug aan de top van de Amerikaanse hitlijsten. Waters trok grote aantallen toeschouwers, maar in de VS was niet iedereen gecharmeerd van zijn aanvallen op president Bush die in de show verweven waren. Met name in zijn nieuwe song Leaving Beirut kreeg George Bush er ongenadig van langs met de kreet: "Oh George! Oh George! That Texas education must have fucked you up when you were very small".

## Ça Ira
De opera Ça Ira beleefde op 25 augustus 2006 in Polen zijn wereldpremière. De eerste opvoering van het muziekstuk van Roger Waters trok in de stad Poznań 12.000 toeschouwers. Waters had zeventien jaar lang gewerkt aan het stuk. 
Circa 380 artiesten werkten mee aan de voorstelling die gepaard ging met een groot vuurwerk. Het stuk speelt zich af tijdens de Franse Revolutie van 1789 tegen koning Lodewijk XVI, het gevecht voor vrijheid en de terreur die volgde. Het libretto is van de hand van Etienne Roda-Gil en zijn vrouw Nadine. Beiden waren inmiddels overleden, en dat motiveerde Waters om het werk uiteindelijk toch af te ronden.
De rollen werden vervuld door Bryn Terfel (the Ringmaster, the Troublemaker en Louis Capet, King of France), Paul Groves (a Revolutionary Priest en military officer), Ying Huang (Marianne, the voice of Liberty, Reason & the Republic en Marie Antoinette, Queen of France) en Ismaël Lô (a revolutionary slave). Dirigent was Rick Wentworth. De cd-opname van de opera verscheen op Sony Classical.

## 2007 & 2008 - Dark Side of the Moon tour
Begin 2007 werd de Dark Side of the Moon tour van Waters voortgezet. Vanaf eind januari 2007 tot en met 14 juli 2007 gaf Waters 46 optredens in Australië, Azië, Zuid-Amerika, Europa en Noord-Amerika. Waters trad op 25 april 2007 op in het Sportpaleis Antwerpen en op 5 mei in het Arnhemse Gelredome. Beide concerten waren geheel uitverkocht. 
In april en mei 2008 hield Waters een mini-tour door de USA en Europa met concerten in Engeland, Denemarken, Spanje, Rusland en Nederland. Waters trad opnieuw met zijn Dark Side of The Moon concert op in Nederland. Ditmaal stond hij op het Megalandterrein in Landgraaf.
In maart 2007 verscheen het nummer Hello, I Love You. Dit nummer schreef Waters voor de film The Last Mimzy die eveneens in maart 2007 in de VS uitkwam.
Het langverwachte nieuwe album blijft voorlopig nog in de ontwikkelingsfase. Waters zegt genoeg materiaal te hebben voor zelfs een dubbelalbum, "but it doesn't fit yet".

## 2010 t/m 2012 - The Wall tour

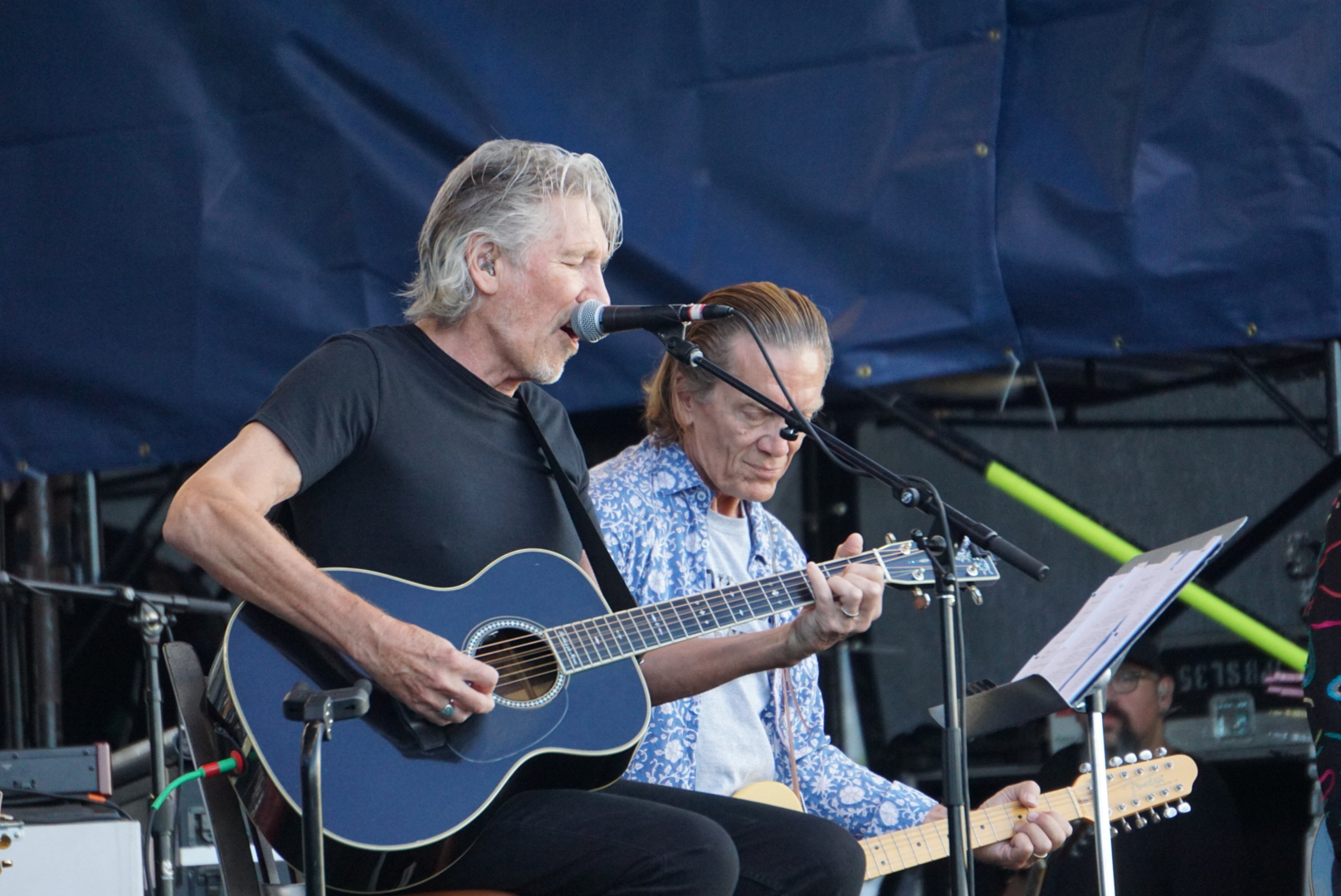
Roger Waters (l.) met G.E. Smith

In 2010 vat Roger Waters het plan op om "The Wall" opnieuw uit te gaan voeren. De concerten zullen net zo uitgevoerd worden als Pink Floyd dat deed, alleen gemoderniseerd en met nog meer speciale effecten. 
De tour begint op 15 september in Toronto, Canada. Daarna volgen diverse steden in the USA van september t/m december. Op 21 december eindigt het eerste deel van The Wall Tour in Mexico City. Na een pauze van een kleine 3 maanden wordt de tour voortgezet in Europa vanaf maart 2011. Waters trad in Nederland driemaal aan in het Gelredome in Arnhem. Later was Antwerpen aan de beurt, tweemaal in het Sportpaleis.
De band tijdens The Wall Tour bestaat naast Roger Waters (zang/basgitaar) uit Dave Kilminster, G.E. Smith en Snowy White (gitaar), Jon Carin en Harry Waters (keyboard), Robbie Wyckoff (zang) en Graham Broad (drums). De achtergrondzang wordt verzorgd door Jon Joyce en Mark Lennon, Pat Lennon en Kipp Lennon van de Californische band Venice.
Op 11 juli 2010 treedt Roger Waters voor het eerst sinds Live 8 weer op met zijn vroegere bandgenoot David Gilmour voor een publiek van 200 man. Na deze ontmoeting besluit David Gilmour ook te verschijnen tijdens een van "The Wall" concerten, hij verscheen op 12 mei 2011 in de O2 Arena in Londen. Bij het slotnummer van de show, "Outside the wall" verscheen ook voormalig Pink Floyddrummer Nick Mason met tamboerijn.
Van mei tot en met juli 2012 toert Roger Waters nogmaals met The Wall door de Verenigde Staten en Canada.

## Vanaf 2014 solo
Op 12 november 2014 kondigt Roger Waters zijn eerste soloplaat in 22 jaar tijd aan (Amused to Death was de laatste). Precies in de week dat er van Pink Floyd na 20 jaar ook een nieuw album uitkwam (The Endless River). Toerplannen heeft Waters niet. 
Op 27 juni 2017 wordt Waters aangeklaagd wegens auteursrechtenschending of plagiaat van werken van Emilio Isgrò, een Italiaans schrijver.

## Politieke standpunten, beschuldiging van antisemitisme
Waters uit zich al jaren kritisch over de staat Israël vanwege haar behandeling van de Palestijnen. Hij is bevriend met Omar Barghouti, die vastzit wegens terrorisme, en ondersteunt de BDS-beweging. Verder kwam Waters in het nieuws, wegens vermeende antisemitische uitingen. Zo ziet hij overeenkomsten tussen Holocaust-ontkenning en retoriek over de behandeling van Palestijnen. Ook liet hij op veel concerten een opblaasbaar varken boven het publiek zweven met daarop symbolen en logos van verschillende religies en multinationals, waaronder een Davidster en het Shell logo.
In 2018 gaf Waters aan van mening te zijn dat het Oekraïense schiereiland de Krim bij Rusland hoort en steunde hij de annexatie van 2014. Ook vond hij in 2022 tijdens de Russische invasie van Oekraïne dat het westen zijn steun middels wapenleveranties moest intrekken.
Zijn politieke uitlatingen roepen regelmatig weerstand op. Zo werd eind februari 2023 door de lokale overheid van Frankfurt am Main aangekondigd dat een gepland optreden in mei van dat jaar in de Messe Frankfurt vanwege Waters' politieke standpunten zou worden geannuleerd. De Israëlische ambassadeur in Duitsland riep vervolgens op geplande concerten van Waters in Keulen, Hamburg, München en Berlijn ook af te gelasten. In Nederland mocht Waters wel optreden in de Ziggo Dome. De directie van de zaal en organisator Mojo zien het vermeende antisemitisme van de zanger als 'een politieke mening'.

## Chronologie
- 1943, 6 september: Roger Waters geboren in Great Bookham bij Londen, Engeland.
- 1965: De studenten Mason, Wright en Waters vormen op de Polytechnische School in Regent Street in Londen de band Sigma Six.
- 1965: Syd Barrett sluit zich aan bij de band, die hij kort daarna omdoopt tot Pink Floyd.
- 1984, mei: Roger Waters' solo-lp The pros and cons of hitchhiking met daarop onder meer Eric Clapton komt uit.
- 1986: Waters wil de groep ontbinden en voorkomen dat Gilmour en Mason de naam Pink Floyd verder blijven gebruiken.
- 1987, juni: Waters is op tournee met zijn KAOS-show. Het album Radio KAOS bereikt nummer 50 in de Amerikaanse hitparade.
- 1990, 21 juli: Roger Waters voert The Wall uit bij de Berlijnse Muur met onder anderen Bryan Adams.
- 1992: Roger Waters' solo-cd Amused to Death komt uit.
- 2001: Live-cd en -dvd In The Flesh met het nieuwe nummer Each Small Candle
- 2002: "In the Flesh"-tour is in Ahoy Rotterdam
- 2004, april: Eerste optredens van Roger Waters' opera Ça Ira op Malta.
- 2004, 3 september: Twee nieuwe songs komen uit: To kill the child en Leaving Beiroet.
- 2005, 2 juli: Pink Floyd treedt mét Roger Waters op tijdens het Live 8-concert in Hyde Park, Londen.
- 2006, 10 juni: Optreden tijdens Arrow Rock Lichtenvoorde
- 2006, 25 augustus: Wereldpremière opera Ça Ira in Poznań - Polen.
- 2006, 7 juli: Op de dag dat Syd Barrett overlijdt geeft Roger Waters een concert in Ahoy Rotterdam.
- 2007, 7 juli: Roger Waters treedt op tijdens het Live Earth concert in New York. Hij wordt onder andere bijgestaan door een kinderkoor uit New York.
- 2008, 5 mei: Met de van Roger Waters persoonlijk verkregen partituur is de opera Ça Ira in Nederland opgevoerd onder de naam Ça Ira for Warchild. Ça Ira werd opgevoerd in het World Forum Convention Center in Den Haag, voor ruim 1000 bezoekers.
- 2011, 8, 9 en 11 april: uitvoering van "The Wall" in het Gelredome in Arnhem.
- 2011, 27 en 28 mei: Uitvoering van "The Wall" in het Sportpaleis in Antwerpen.
- 2013, 18 juli: Uitvoering van "The Wall" in het Gelredome in Arnhem.
- 2013, 20 juli: Uitvoering van "The Wall" op de festivalweide van Werchter.
- 2013, 8 september: Uitvoering van "The Wall" in het stadion Arena te Amsterdam.
- 2017, 2 juni: Release van de plaat Is This The Life We Really Want?.
- 2022, 26 oktober: Release van album Igor Stravinsky's The soldier's tale.
- 2023, 4, 6 en 7 april treedt Roger Waters tijdens zijn This Is Not a Drill tour op in een uitverkocht ZiggoDome te Amsterdam.

## Discografie

### Albums
| Album met eventuele hitnotering(en) in de Nederlandse Album Top 100 | Datum van verschijnen | Datum van binnenkomst | Hoogste positie | Aantal weken | Opmerkingen |
| ------------------------------------------------------------------- | --------------------- | --------------------- | --------------- | ------------ | ----------- |
| The Pros and Cons of Hitch Hiking                                   | 1984                  | 19-05-1984            | 1               | 9            |             |
| Radio K.A.O.S.                                                      | 1987                  | 04-07-1987            | 31              | 5            |             |
| The Wall - Live in Berlin                                           | 1990                  | 15-09-1990            | 15              | 10           |             |
| Amused to Death                                                     | 1992                  | 12-09-1992            | 1               | 24           |             |
| In the Flesh - Live                                                 | 2000                  | 23-12-2000            | 83              | 7            |             |
| Roger Waters The Wall                                               | 2015                  | 28-11-2015            | 19              | 4            |             |
| Is This the Life We Really Want                                     | 2017                  | 10-06-2017            | 2               | 14           |             |
| Us + Them                                                           | 2020                  | 10-10-2020            | 15              | 1            |             |
| The Lockdown Sessions                                               | 2022                  | 10-06-2023            | 26              | 1            |             |
| The Dark Side of the Moon Redux                                     | 2023                  | 14-10-2023            | 3               | 1            |             |

| Album met hitnotering(en) in de Vlaamse Ultratop 200 albums | Datum van verschijnen | Datum van binnenkomst | Hoogste positie | Aantal weken | Opmerkingen |
| ----------------------------------------------------------- | --------------------- | --------------------- | --------------- | ------------ | ----------- |
| Amused to Death                                             | 1992                  | 01-08-2015            | 32              | 12           |             |
| Roger Waters The Wall                                       | 2015                  | 28-11-2015            | 34              | 10           |             |
| Is This the Life We Really Want                             | 2017                  | 10-06-2017            | 2               | 34           |             |
| Us + Them                                                   | 2020                  | 10-10-2020            | 23              | 5            |             |
| The Lockdown Sessions                                       | 2023                  | 10-06-2022            | 36              | 3            |             |
| The Dark Side of the Moon Redux                             | 2023                  | 14-10-2023            | 9               | 4            |             |

### Singles
| Single met eventuele hitnotering(en) in de Nederlandse Top 40 | Datum van verschijnen | Datum van binnenkomst | Hoogste positie | Aantal weken | Opmerkingen |
| ------------------------------------------------------------- | --------------------- | --------------------- | --------------- | ------------ | ----------- |
| The Pros and Cons of Hitch Hiking                             | 1984                  | 21-04-1984            | 16              | 8            |             |
| What God Wants, Part I                                        | 1992                  | 26-09-1992            | tip5            | 4            |             |

| Single met hitnotering(en) in de Vlaamse Ultratop 50 | Datum van verschijnen | Datum van binnenkomst | Hoogste positie | Aantal weken | Opmerkingen |
| ---------------------------------------------------- | --------------------- | --------------------- | --------------- | ------------ | ----------- |
| The Pros and Cons of Hitch Hiking                    | 1984                  | 12-05-1984            | 29              | 3            |             |
| Small the Roses                                      | 2017                  | 17-06-2017            | tip             | -            |             |

### Dvd's
| Dvd's met hitnoteringen in de Nederlandse Music Top 30 | Datum van verschijnen | Datum van binnenkomst | Hoogste positie | Aantal weken | Opmerkingen |
| ------------------------------------------------------ | --------------------- | --------------------- | --------------- | ------------ | ----------- |
| In the Flesh - Live                                    | 2002                  | 30-03-2002            | 1(1wk)          | 22           |             |
| The Wall - Live in Berlin                              | 2003                  | 10-05-2003            | 6               | 7            |             |
| Roger Waters the Wall                                  | 2015                  | 28-11-2015            | 14              | 1            |             |

Nummers van Pink Floyd
- Bibsys: 90782579
- Biblioteca Nacional de España: XX1157606
- Bibliothèque nationale de France: cb13901028r (data)
- CiNii: DA15653303
- Digitale Bibliotheek voor de Nederlandse Letteren: wate051
- Gemeinsame Normdatei: 121819671
- International Standard Name Identifier: 0000 0001 0920 8850
- Library of Congress Control Number: n83026797
- MusicBrainz: 0f50beab-d77d-4f0f-ac26-0b87d3e9b11b
- Nationale Bibliotheek van Tsjechië: ola2002151728
- Nationale bibliotheek van Australië: 36224331
- Nationale Bibliotheek van Israël: 987007325128005171
- Nationale Bibliotheek van Polen: a0000002853710
- Nationale en Universitaire bibliotheek Zagreb: 000066790
- Nederlandse Thesaurus van Auteursnamen: 069960313
- Istituto Centrale per il Catalogo Unico: RAVV088581
- Système universitaire de documentation: 067007929
- Trove: 1581314
- Union List of Artist Names: 500472615
- Virtual International Authority File: 84963801
- WorldCat: E39PBJjd8BJt9Mj3RpcP8GRR8C